# Giornata buia

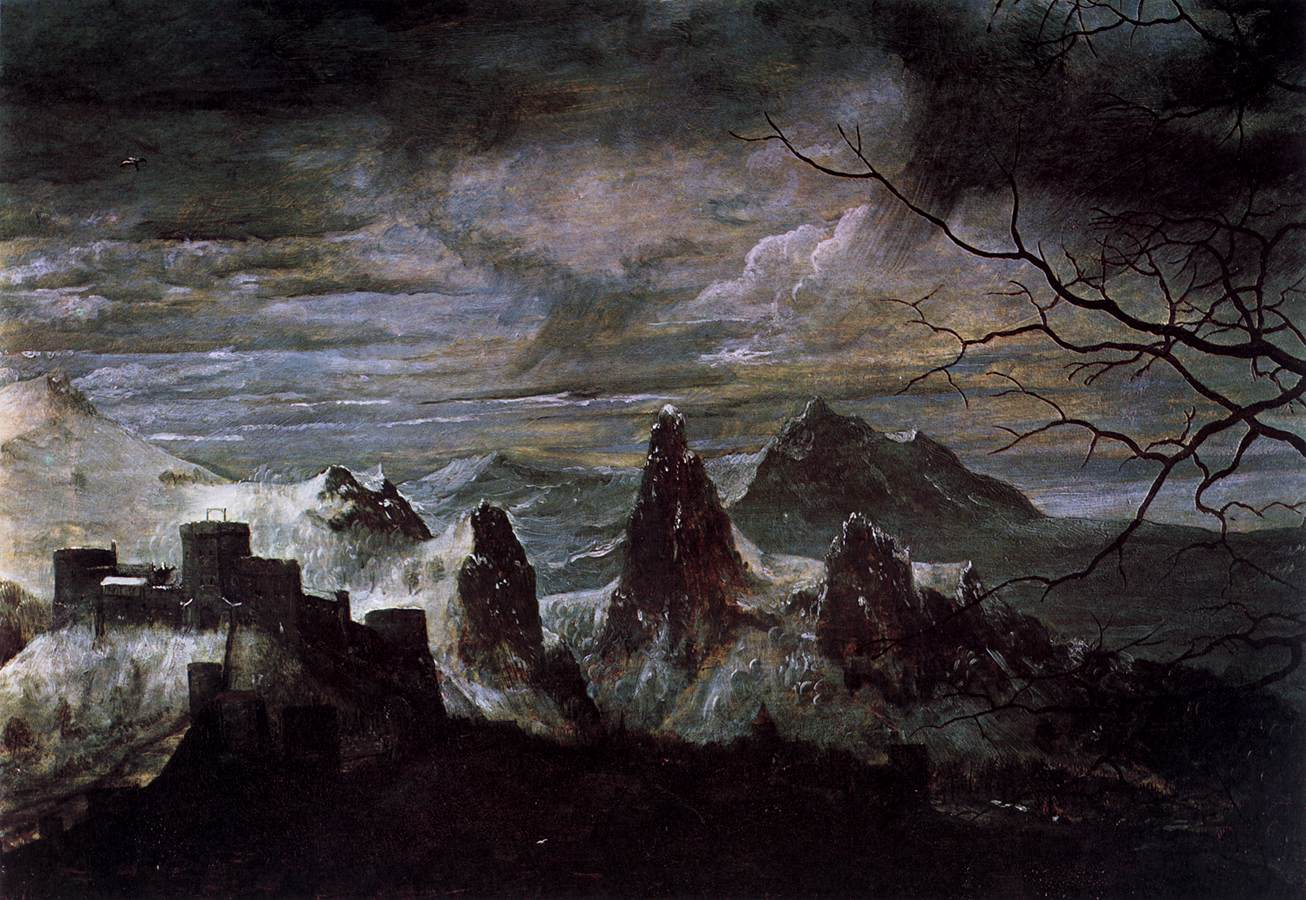
Le montagne innevate

La Giornata buia è un dipinto olio su tavola (118x163 cm) di Pieter Bruegel il Vecchio, datato 1565 e conservato nel Kunsthistorisches Museum di Vienna. È firmato in maniera poco leggibile; si legge solo "...V", che è stato interpretato come la fine della data MDLXV.

## Storia
L'opera fa parte della serie dei Mesi, completata con sole cinque tavole e già in possesso di Niclaes Jonghelinck di Anversa. Appena un anno dopo, nel 1566, venne ceduta all'amministrazione cittadina e nel 1594 fu l'oggetto di un dono a Ernesto d'Asburgo.

## Descrizione e stile
Non è chiaro quale mese rappresenti la Giornata buia, ma sicuramente è da riferire ai primi mesi invernali dell'anno, probabilmente gennaio-febbraio. In primo piano a destra un gruppo di contadini si appresta a finire il proprio lavoro di potatura e legnagione prima che la luce termini. Un uomo sta infatti tagliando i rami secchi o improduttivi di un albero e un altro li sta raccogliendo in fascine. Le tre figure più a destra sono invece dedite alla compagnia e all'allegria, un probabile riferimento al Carnevale: a tale periodo fanno pensare anche la corona di carta in testa al bambino che porta la lanterna e l'uomo che mangia le cialde. Più in lontananza, nell'angolo sinistro, una donna e un bambino conducono per mano un uomo all'osteria "Sotto le stelle", come riporta l'insegna. Vi si vede anche un suonatore e un contadino che sta appoggiato con la faccia al muro, forse ubriaco; un altro si trova accovacciato vicino al suo carro, forse mentre vaglia il grano, e uno sta riparando il tetto di casa.
Alle spalle del villaggio si apre un vastissimo paesaggio, con una baia dove le barche sono in difficoltà per via dei flutti del mare, essendo appena passata una tempesta. Il cielo è denso di nubi, ma sulla sinistra la luce si rischiara, presso lo straordinario paesaggio di montagne innevate punteggiate da castelli.
Di incredibile suggestione è la resa cromatica del dipinto, con la contrapposizione tra i toni caldi del bosco e del villaggio e quelli freddi, gelidi, dell'acqua, del cielo e delle montagne. Rimandi incrociati qua e là animano la scena, come i bianchi che compaiono sui monti, sul solaio della casa rustica a destra, nel carretto e nelle vesti di alcuni dei personaggi in primo piano.